# آگوا لیندا (آریزونا)
آگوا لیندا (به انگلیسی: Agua Linda) یک منطقهٔ مسکونی در ایالات متحده آمریکا است که در آریزونا واقع شده‌است. آگوا لیندا ۹۴۹ متر بالاتر از سطح دریا واقع شده‌است.